# Aurelio Arteta
Aurelio Bibiano de Arteta y Errasti (Bilbao, 2 de diciembre de 1879-Ciudad de México, 10 de noviembre de 1940) fue un pintor español. Obtuvo el Premio Nacional de Pintura en 1930 y fue miembro fundador de la Asociación de Artistas Vascos.

## Biografía

### Nacimiento e inicios
Nació en la bilbaína calle Askao, hijo de Eusebio Arteta y Labrador, de profesión ferroviario, y de Petra Errasti y Zabala. Su hermano Félix Arteta fue igualmente pintor y dibujante, si bien más modesto.
Comenzó sus estudios en la Escuela de Artes y Oficios de Bilbao. En 1894 toda la familia se trasladó a Valladolid. Posteriormente viajó a Madrid, estudiando en la Real Academia de Bellas Artes de San Fernando. No queriendo ser una carga para su familia, Arteta simultaneó sus estudios con los más diversos trabajos, tales como peón de pintura, ilustrador, dibujante de bordados, litógrafo e incluso como aplaudidor en teatros. Su hijo se llamaba Eusebio Arteta.
En 1902 obtuvo una beca de la Diputación vizcaína, junto con Ángel Larroque, Juan de Echevarría, Nemesio Mogrobejo y Quintín de Torre. La beca le fue concedida por la obra Accidente de trabajo en una fábrica de Vizcaya. Este hecho le permitió viajar a París, donde completó su formación. En la capital francesa recibió la influencia de las revisiones de la pintura impresionista a través de Gauguin y Toulouse-Lautrec. Un posterior viaje a Italia permitió a Arteta conocer el Renacimiento italiano, y más específicamente la pintura mural.

### Madurez
En 1906 se estableció en Bilbao, abriendo estudio. Alternó la labor puramente pictórica con el diseño de carteles y labores litográficas. Realizó su primera exposición en la bilbaína galería Delclaux. En 1911 fue uno de los fundadores de la Asociación de Artistas Vascos. Con ocasión de la nueva decoración de la sede de la Sociedad Bilbaína, Arteta realizó una de sus obras más recordadas, la conocida como Eva arratiana, en 1921.

### Consagración
En 1921 comenzó en los frescos del Banco de Bilbao, en Madrid; para la realización de los mismos previamente pintó de cada fresco, y a pequeña escala, un óleo de gran belleza. En 1924 fue nombrado primer director del recién creado Museo de Arte Moderno de Bilbao. Esta labor no estuvo exenta de polémica ya que el Ayuntamiento de Bilbao censuró a Arteta las adquisiciones realizadas. La dimisión de Arteta provocó una oleada de apoyos de intelectuales de toda España, que acabó por convertirse en una crítica a la política de la dictadura de Primo de Rivera desde el campo del arte. En 1930 recibió el Premio Nacional de Pintura por su cuadro titulado Bañistas, así como la Primera Medalla en la Exposición Nacional de Bellas Artes de 1932 por su obra pictórica Los hombres del mar.

### Guerra Civil y exilio
El inicio del conflicto sorprendió al pintor en su domicilio madrileño. El primer día del mes de diciembre de 1936 salió hacia Valencia en compañía de Gutiérrez Solana, entre otros. En esa ciudad realizó un cartel de colaboración con el gobierno de Euzkadi. De Valencia se trasladó a Barcelona, primero, para pasar luego definitivamente a Francia. Allí realizó un periplo por varias ciudades (Biarritz, Burdeos), librándose de los habituales campos de refugiados. Finalmente, y a bordo del vapor Sinaia se trasladó a México. Una de sus últimas obras fue la decoración del comedor de la residencia de Indalecio Prieto en la capital mexicana. 
En Biarritz realizó una serie de obras de temática bélica. Obras pictóricas por las que será considerado como uno de los mejores intérpretes de la desolación y la destrucción causadas por la guerra civil española, como las pinturas Evacuación de un pueblo, o la trilogía El éxodo, El frente y La retaguardia, que componen el llamado Tríptico de la guerra (1937-1938).
El 10 de noviembre de 1940 falleció a causa de un accidente de tranvía cuando se dirigía, en compañía de su esposa, a Coyoacán. Según el testimonio posterior de Indalecio Prieto, Arteta y su mujer se dirigían a pasar una temporada en el campo, para reponerse de la noticia recibida del fusilamiento el día anterior de Julián Zugazagoitia.

## Obra

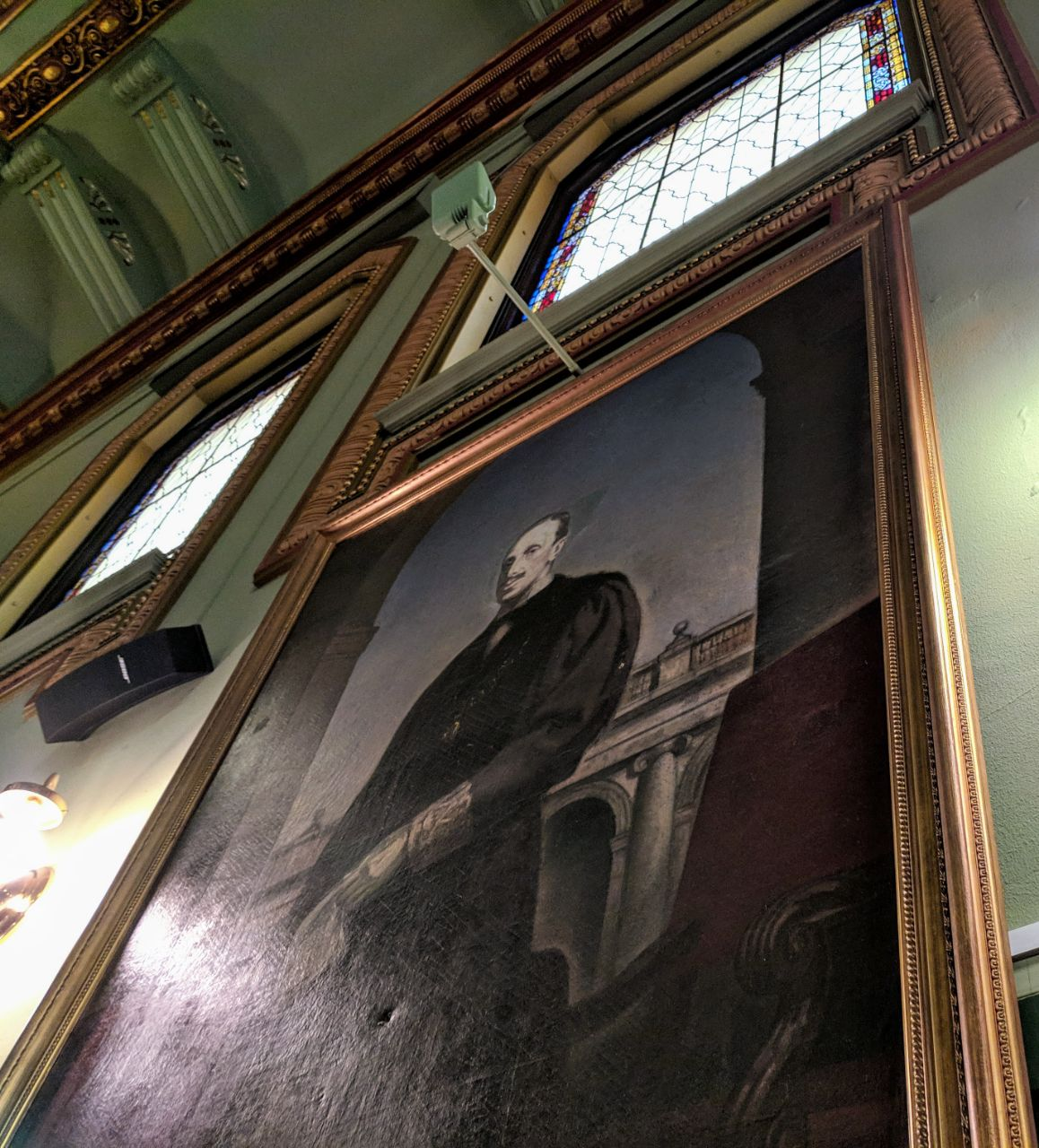
Retrato de Alfonso XIII (Bilbao, Paraninfo del IES Miguel de Unamuno).

Su pintura, un tanto idealizada, y teñida de una gran melancolía, cultiva con preferencia el tema vasco, tanto el eminentemente rural como la transformación de esa sociedad a la industrialización, con paisajes urbanos centrados en el entorno de la ría del Nervión. El crítico Juan de la Encina dijo de él, en relación con el cuadro Pescadores, enviado por Arteta a la exposición de la Asociación de Artistas Vascos, realizada en Madrid en 1916: «En tiempos en que el charlatanismo y la vanidad son y han sido haciendas en explotación, por una parte, no podemos por menos de aplaudir el recogimiento de Arteta; pero por otra parte, lamentamos que artista de tanto talento huya temeroso de darse al público dictamen». También se dedicó a la ilustración de libros, como en el caso de la obra Divagaciones de un transeúnte de Alejandro de la Sota Aburto.

### Bilbao en la obra de Arteta
Entre los años 1917 y 1923 Arteta realizó varios paisajes urbanos, en los que la influencia de Lautrec es patente. La inclinación realista del pintor le hizo elegir en numerosas ocasiones barrios obreros de ese Bilbao industrial, o rincones deprimidos. Obras como El puente de Burceña, Barrio obrero o La calle son buenos ejemplos de ese realismo social de Arteta que tuvo como escenario la ciudad de Bilbao. También abundan los lienzos en los que Arteta se limitó a reflejar rincones más burgueses de la ciudad, como El Campo Volantín desde mi estudio.
Según la crítica moderna, la pintura de Arteta, entre épica, melancólica y silenciosa refleja el paso y el tránsito de una sociedad agrícola a una industrial, de una sociedad rural a una sociedad urbana, el comienzo de la construcción del Gran Bilbao como espacio urbano señorial y proletario. 
Con ocasión del centenario de su nacimiento, en 1979, el Banco de Bilbao celebró una doble exposición en el Museo de Bellas Artes de Bilbao y en la sala de exposiciones de la propia entidad bancaria. Se consiguieron reunir 70 obras de primera magnitud, a las que acompañaron textos de entre otros, Manuel Llano, Edorta Kortadi, Kosme de Barañano e Indalecio Prieto.

### Los frescos del Banco de Bilbao

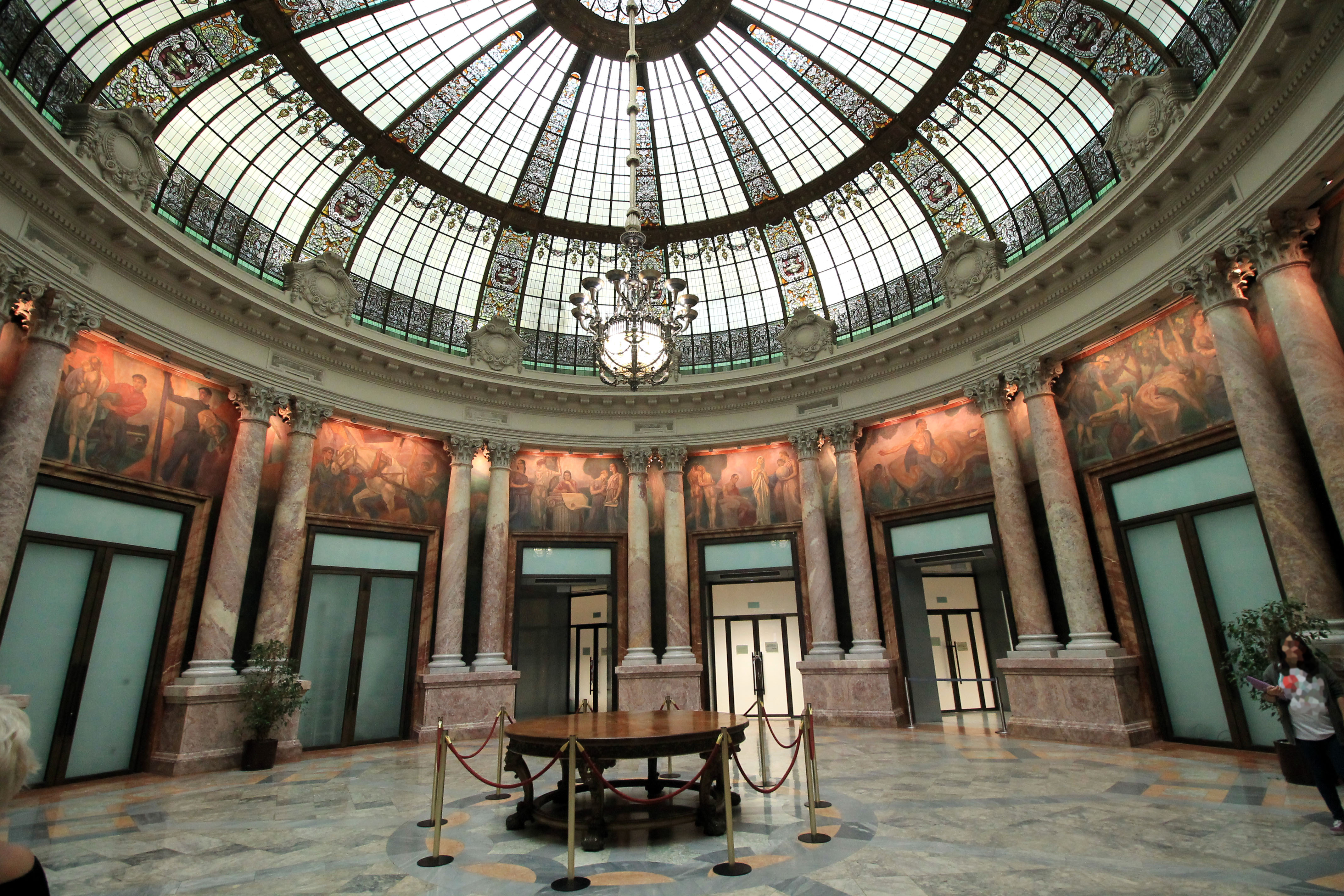
Vista parcial de los frescos del Banco de Bilbao en Madrid

Tras la bonanza económica experimentada por la burguesía bilbaína a caballo de la Primera Guerra Mundial, los accionistas del Banco de Bilbao decidieron establecer en Madrid una nueva sede. En 1919 se convocó un concurso de proyectos para la construcción del nuevo edificio, que ganó el arquitecto Ricardo Bastida. Él mismo se hizo cargo del desarrollo de las obras, que comenzaron en 1920, concluyéndose tres años después. Las irregularidades que presentaba el  solar obligaron al arquitecto a disponer dos edificios que quedarían unidos por una rotonda cubierta, mientras que la fachada principal se dispuso con columnas, capiteles y entablamentos de órdenes clásicos gigantes, estética que se había convertido en la habitual en la construcción de edificios bancarios. Se eligió a Quintín de Torre para la elaboración de la decoración escultórica y a Higinio de Basterra para la realización de las dos cuadrigas que coronan el edificio.
En 1921 Arteta recibió el encargo más importante de su carrera profesional, cuando le fue encomendada la decoración del vestíbulo del banco. Preparó concienzudamente la realización de las pinturas, y solicitó el consejo de Manuel Losada, quien le asesoró sobre aspectos técnicos y materiales. También viajó a Italia para indagar sobre los materiales óptimos para el trabajo al fresco en la experiencia de los maestros antiguos. A modo de experimento realizó una pequeña obra: En la romería (actualmente en el Museo de Bellas Artes de Bilbao), para la casa que Bastida tenía en la localidad de Ondárroa, que le ayudó a familiarizarse con la técnica del «buon fresco». La superficie a pintar era de ochenta metros cuadrados, divididos en doce secciones:
- El trabajo intelectual
- El sembrador, también conocido como La agricultura
- La recolección
- Los cargueros del muelle
- El astillero
- La fundición
- El ferrocarril
- Pesquero de arribada
- Pescadores en el muelle
- La mina
- Las Artes

## Selección de obras

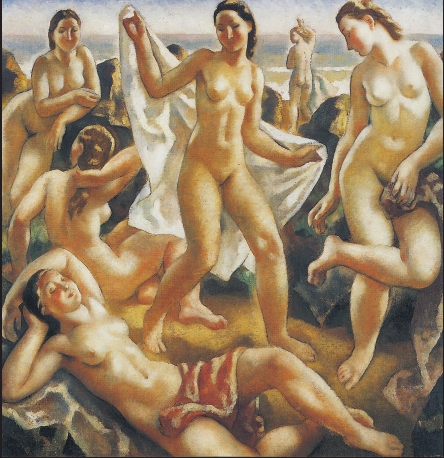
Las bañistas (Madrid, Museo Reina Sofía).

- Accidente de trabajo en una fábrica de Vizcaya (Palacio de la Diputación Foral de Vizcaya)
- Eva arratiana (Sociedad Bilbaína)
- Los cordeleros o Cordeleros bilbaínos
- La despedida de las lanchas
- Marineros torpedeados
- Retrato de Alfonso XIII (Bilbao, Paraninfo del IES Miguel de Unamuno)
- Coloquio en los campos de sport (Museo del Athletic Club de Bilbao)
- Retrato de la familia Madariaga Astigarraga (Museo de Bellas Artes de Bilbao)
- A la romería (Museo de Bellas Artes de Bilbao)
- La galerna (Museo de Bellas Artes de Bilbao)
- Paisaje urbano con figuras o Barrio obrero (Museo de Bellas Artes de Bilbao)
- El puente de Burceña (Museo de Bellas Artes de Bilbao)
- El acordeonista (Museo de Bellas Artes de Bilbao)
- Aldeano con vaca y ternero (Museo de Bellas Artes de Bilbao)
- Campesinas vascas con frutas y hortalizas (Museo de Bellas Artes de Bilbao)
- Layadores o Idilio rústico (Museo de Bellas Artes de Bilbao)
- Pelotaris o Juego de pelota (Museo de Bellas Artes de Bilbao)
- Frescos del Banco de Bilbao (Madrid)
- Descargadoras de carbón en la ría (Colección BBVA)
- La pereza y el trabajo (Colección BBVA)
- Idilio en el puerto (Colección Iberdrola)
- Ezpatadantzaris (Museo de Bellas Artes de Álava)
- Camino de la fiesta (Museo de Bellas Artes de Álava)
- Vuelta de la romería o Volviendo de la romería (Museo de Bellas Artes de Álava)
- Tríptico de la guerra (El frente, La retaguardia y El éxodo); Museo de Bellas Artes de Álava)
- Evacuación de un pueblo
- La viuda o Pescadora en el puerto (Museo de Bellas Artes de Álava)
- Romería vasca (Museo San Telmo)
- Romería con ikurriña (Lehendakaritza)
- Aurresku (Museo Euskal Herria)
- Pescadores de Bermeo
- Diálogo en el campo de golf
- Las bañistas (Madrid, Museo Reina Sofía)
- Muchachas bañistas (Colección Fundación Banco Santander)

## Galería

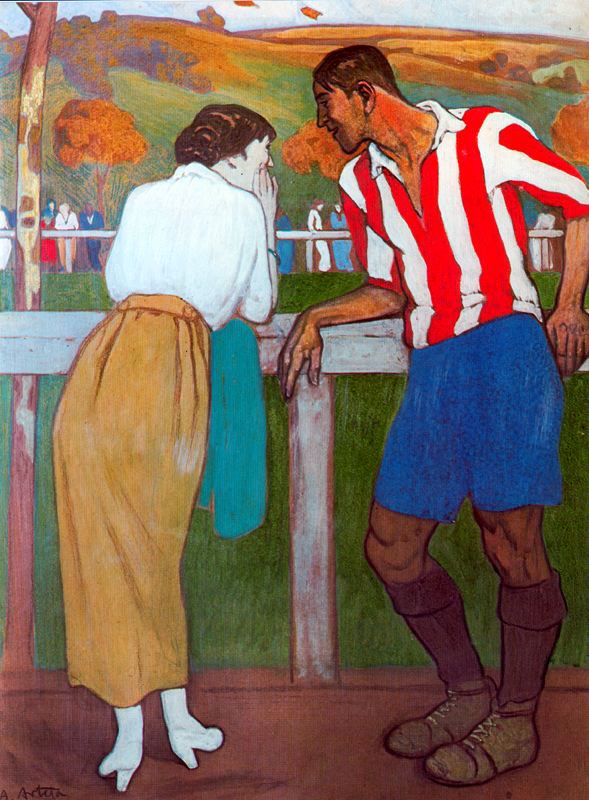
Idilio en los campos de sport
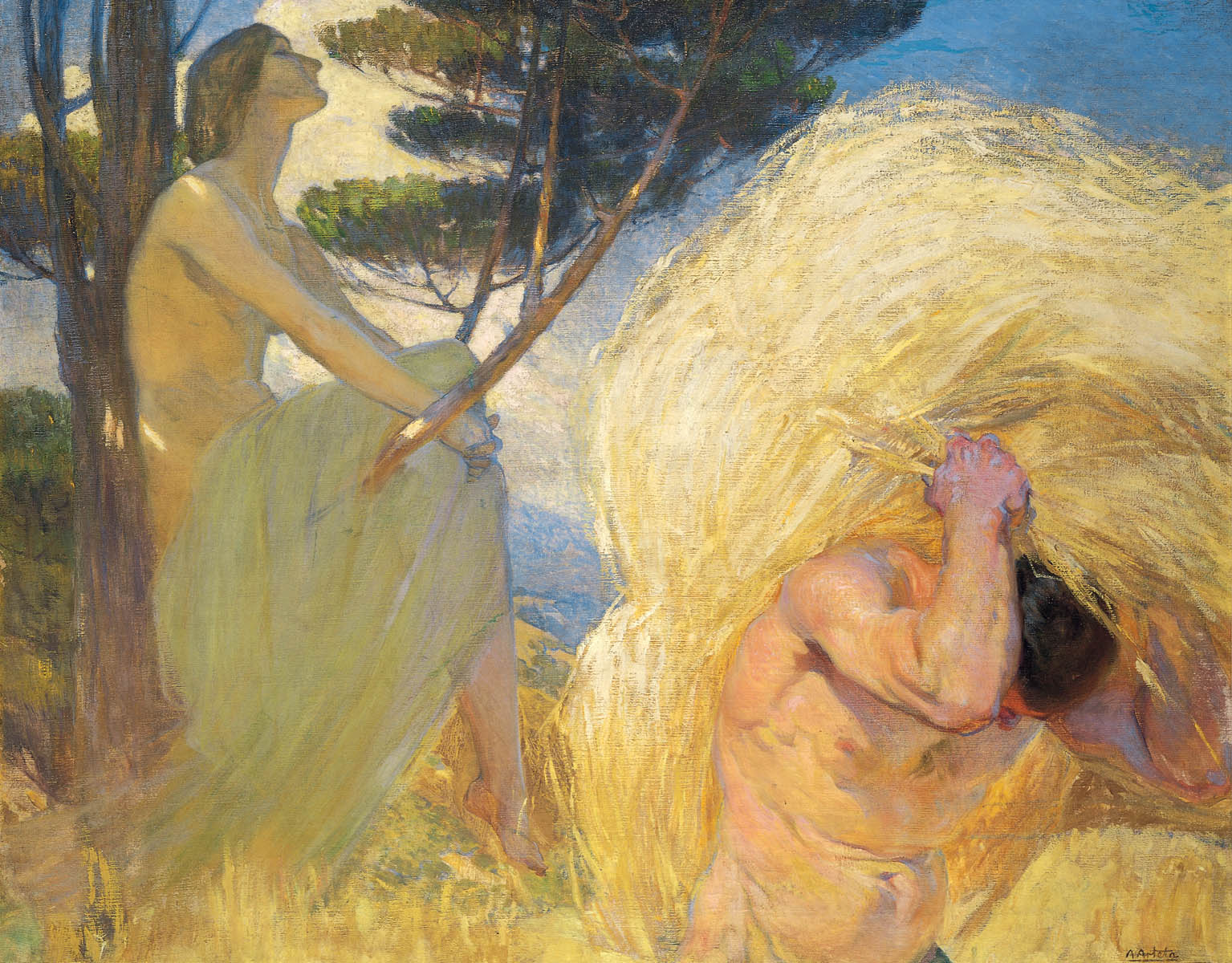
La pereza y el trabajo (1909-1910)
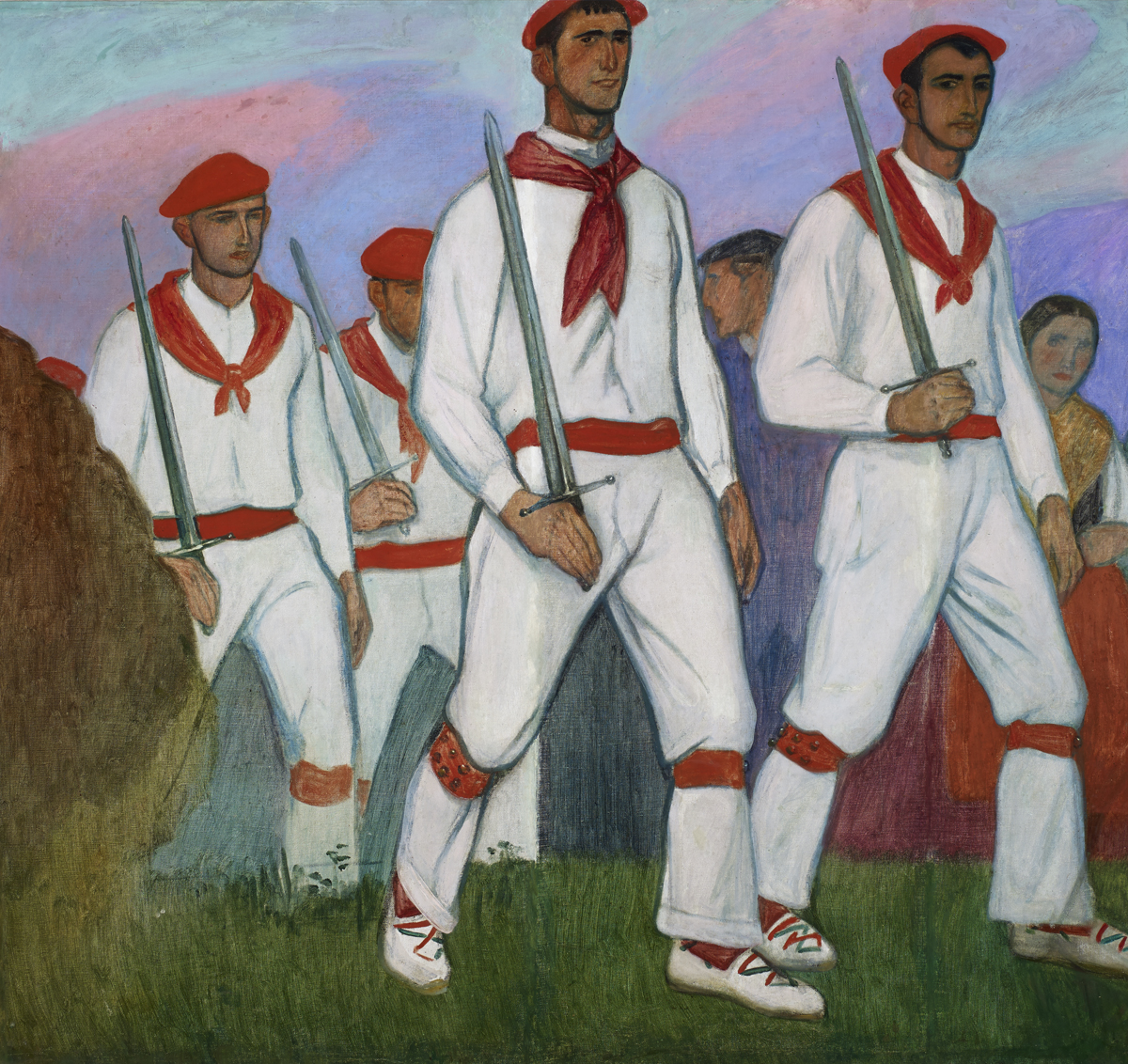
Ezpatadantzaris (c. 1913)
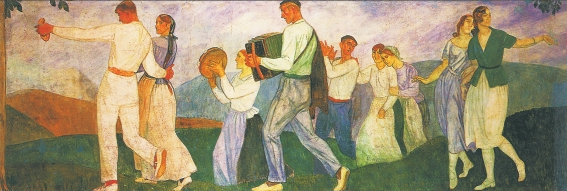
En la romería (c. 1917-1918)
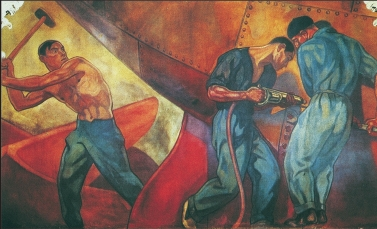
El astillero (1922-1923)
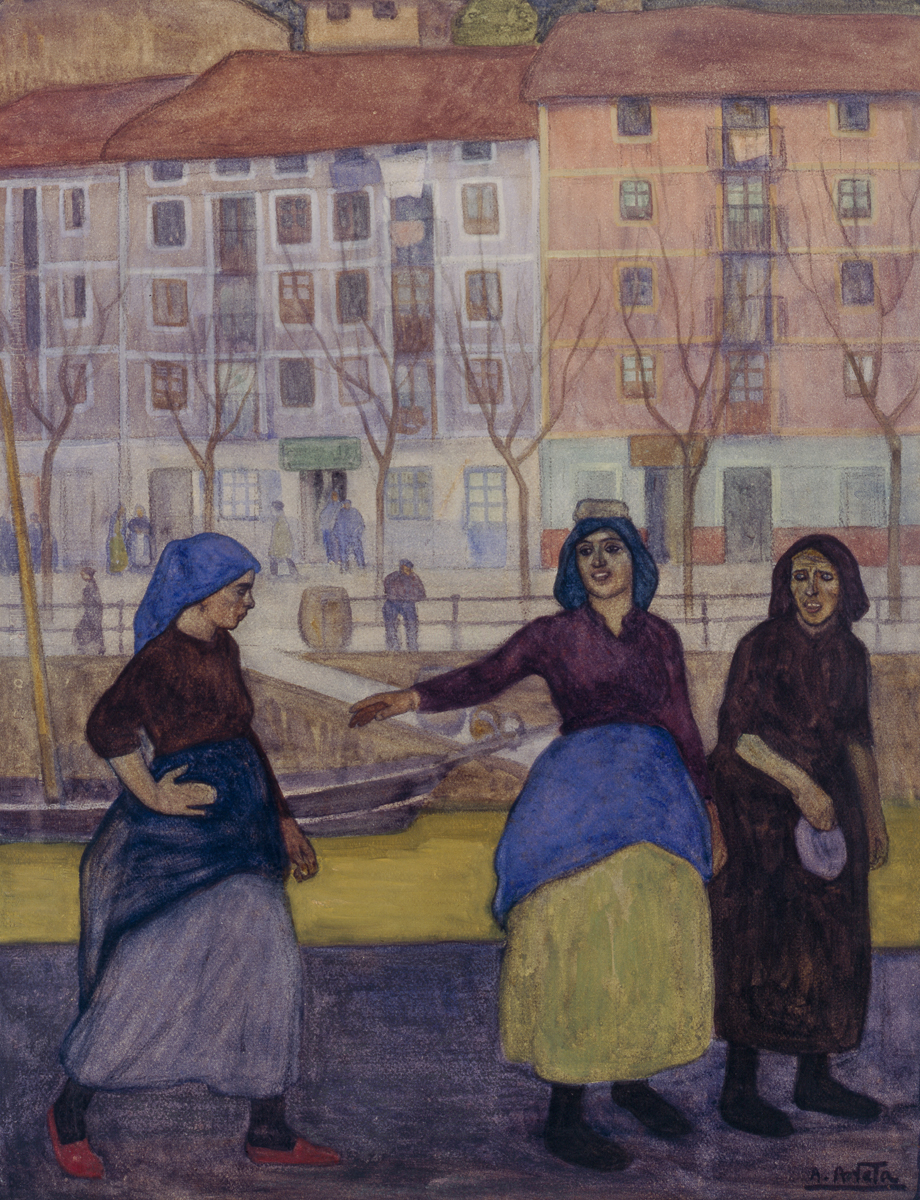
Descargadoras de carbón en la ría (1923)
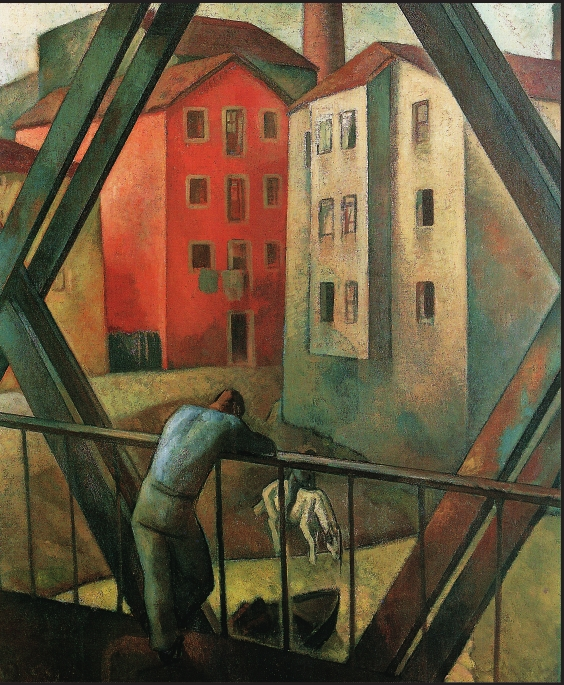
El puente de Burceña (c. 1925-1930)
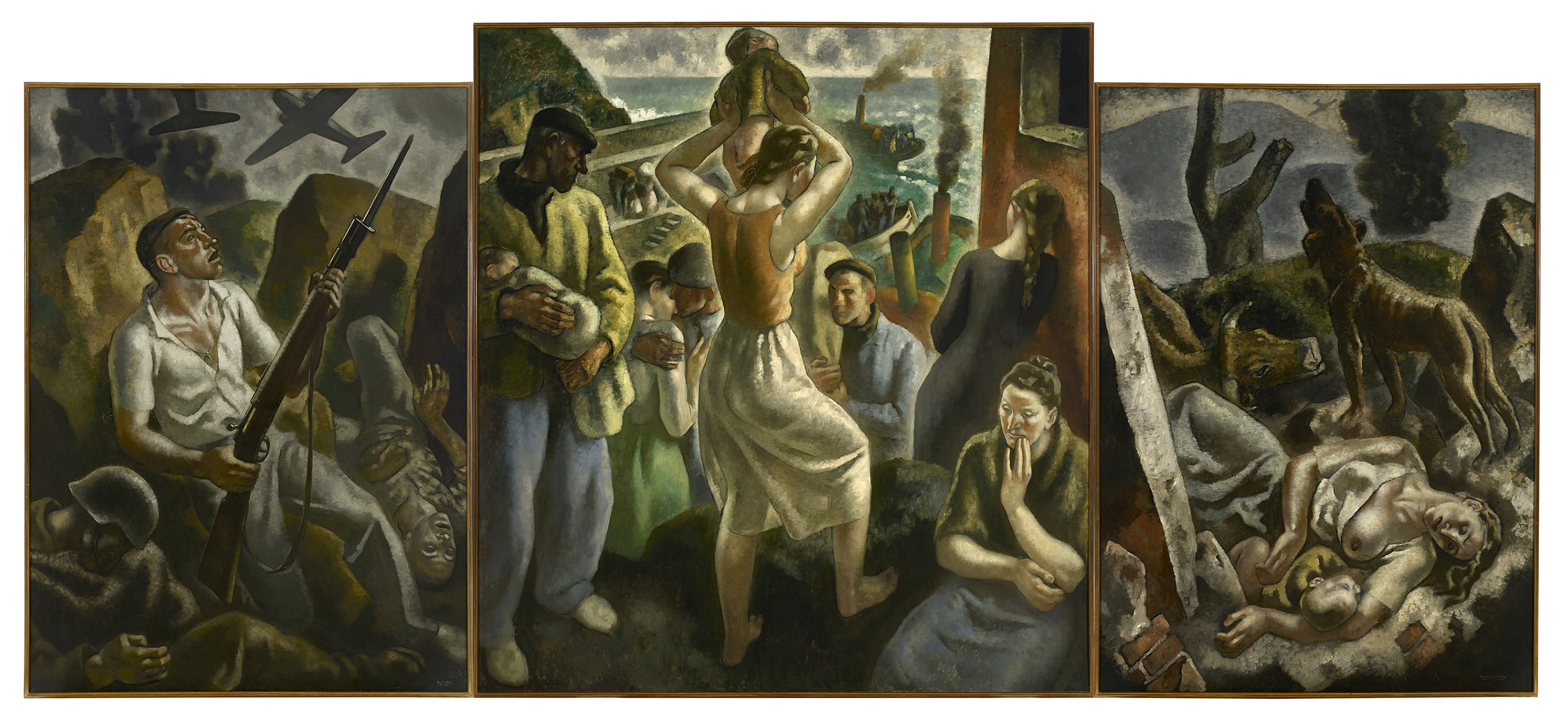
Tríptico de la guerra (El frente, La retaguardia y El éxodo)